# 잡식 동물

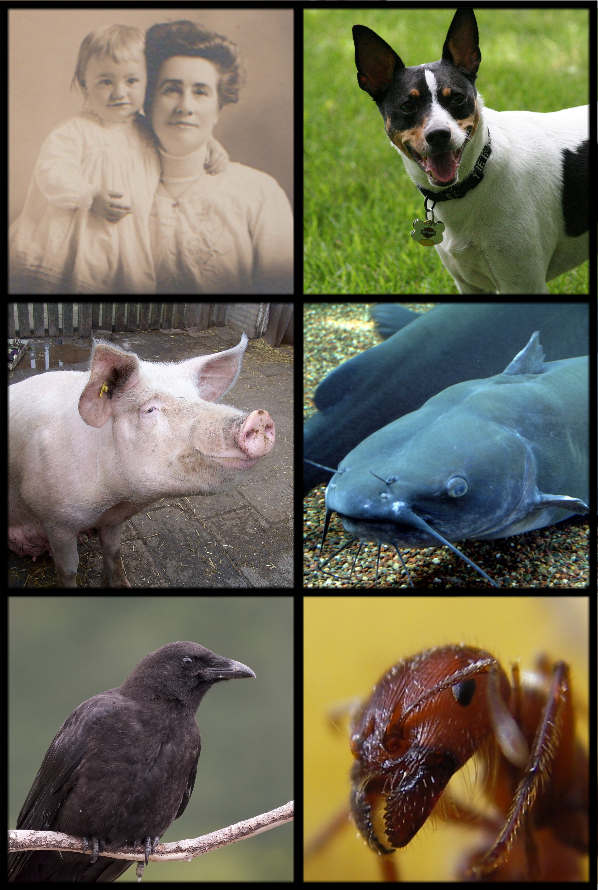

잡식 동물(雜食動物)은 식물과 동물을 모두 먹는 동물이다. 대표적으로 사람, 쥐, 개, 원숭이, 개미, 곰 등이 있다.

## 잡식 동물 목록
- 비둘기
- 사람
- 개미
- 곰
- 들쥐
- 생쥐
- 햄스터
- 다람쥐
- 귀뚜라미
- 개
- 원숭이
- 참새
- 까마귀
- 침팬지
- 돼지
- 곰쥐
- 여우
- 고슴도치
- 너구리
- 오소리
- 멧돼지
- 고릴라(초식도 한다.)
- 나무늘보(초식도 한다.)
- 뱀(육식도 한다.)

## 같이 보기
- 초식공룡
- 육식공룡
- 익룡
- 바다 파충류